# Stazione di Perugia
La stazione di Perugia, detta anche Fontivegge per distinguerla dagli altri impianti cittadini, è la principale stazione ferroviaria della città di Perugia e sorge nell'omonimo quartiere di Fontivegge.
La stazione è la prima dell'Umbria per volume di traffico viaggiatori (3.000.000 di passeggeri all'anno) ed è sede della Direzione regionale Umbria di Trenitalia.

## Storia
La stazione e il quartiere di Perugia Fontivegge sono stati inseriti in un programma di riqualificazione cominciato nel 2019 e che comporterà un sistema di miglioramento della viabilità e della fruibilità di tutta la zona.

Inoltre, dal settembre 2020, in Piazza Vittorio Veneto, a pochi metri dall'ingresso della Stazione, ha sede l'istituzione della biblioteca delle Nuvole.

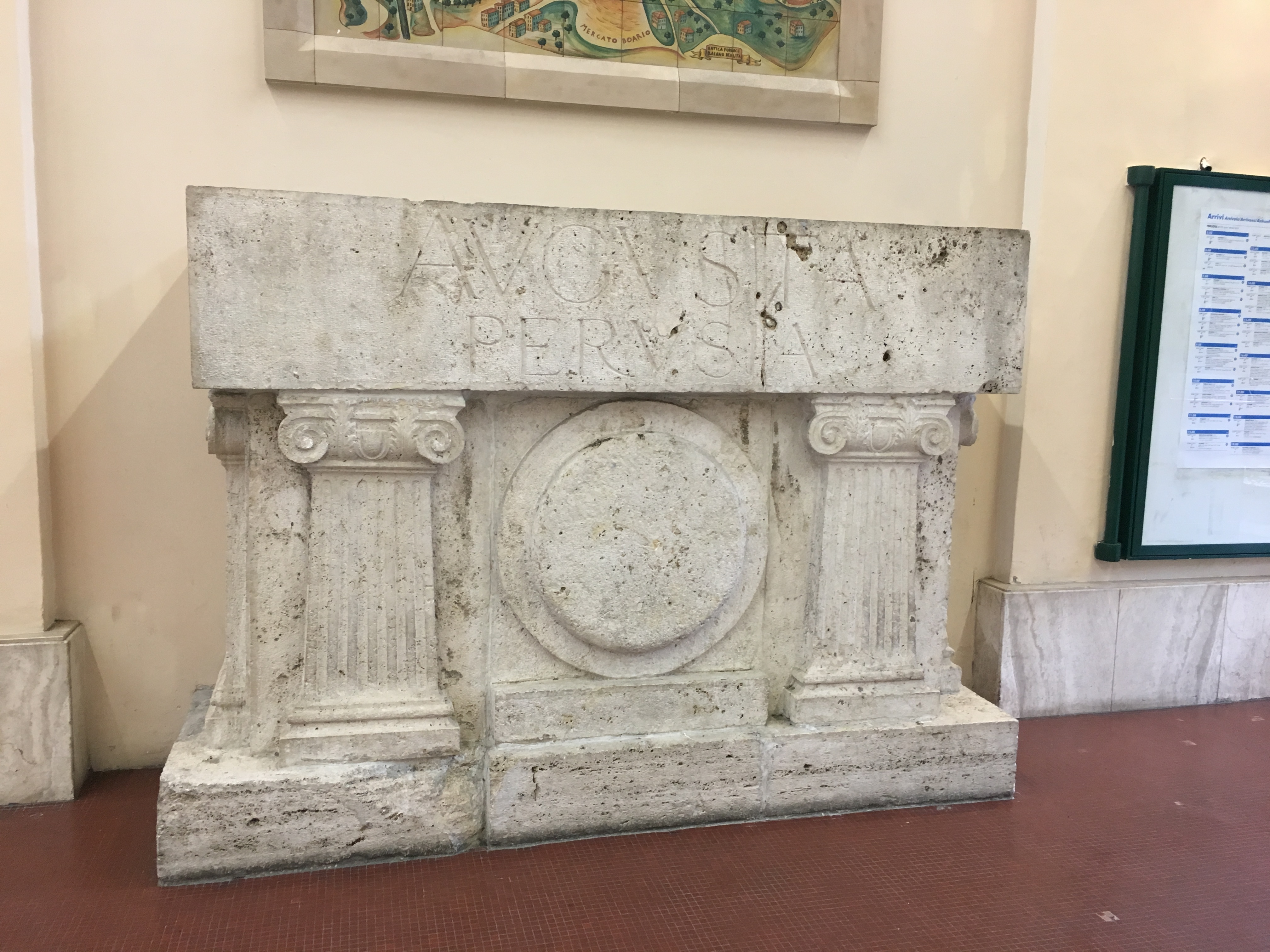
Scultura di epoca romana

## Strutture e impianti
La gestione degli impianti è affidata a Rete Ferroviaria Italiana. La stazione di Perugia rientra tra le stazioni del compartimento di Ancona.
Il piazzale si compone di quattro binari passanti, di cui solo il secondo è di corsa (la linea in cui si trova la stazione è a binario unico); gli altri binari vengono usati per le precedenze fra i treni o per i treni che hanno come capolinea Perugia.
Tutti i binari sono serviti da banchina e da una pensilina in cemento, ad eccezione del binario 1 che è coperto da una pensilina in ferro battuto e sono collegati fra loro da un sottopassaggio.
Nell'area dell'ex scalo merci ci sono alcuni binari privi di banchina ed elettrificazione che oggi fungono da ricovero delle carrozze non più utilizzate o fuori servizio e dai mezzi d'opera per la manutenzione.

### Architettura
Il fabbricato viaggiatori è una struttura che si sviluppa su tre livelli di cui solo il piano terra è fruibile da parte dei viaggiatori. Vi si accede all'interno passando sotto tre arcate.
Adiacente al fabbricato principale si diramano simmetricamente due altri fabbricati a un solo piano. All'interno del fabbricato viaggiatori è possibile ammirare una scultura di epoca romana posta in onore del sacrificio dei perugini nella guerra contro Antonio. Sopra di essa sono presenti maioliche (di epoca moderna) che raffigurano una cartina dell'Umbria e di Perugia con le rispettive attrazioni turistiche.

Dal lato opposto del fabbricato viaggiatori è visibile ciò che rimane dello scalo merci, in disuso, nonché alcuni fabbricati di costruzione moderna che ospitano gli uffici tecnici di Rete Ferroviaria Italiana. Nel 2020 il comune di Perugia ha acquistato due dei fabbricati dismessi dalle ferrovie dello Stato per realizzarvi degli spazi culturali e commerciali nell'ambito del progetto di riqualificazione del quartiere Fontivegge avviato con i fondi del cd. bando periferie.

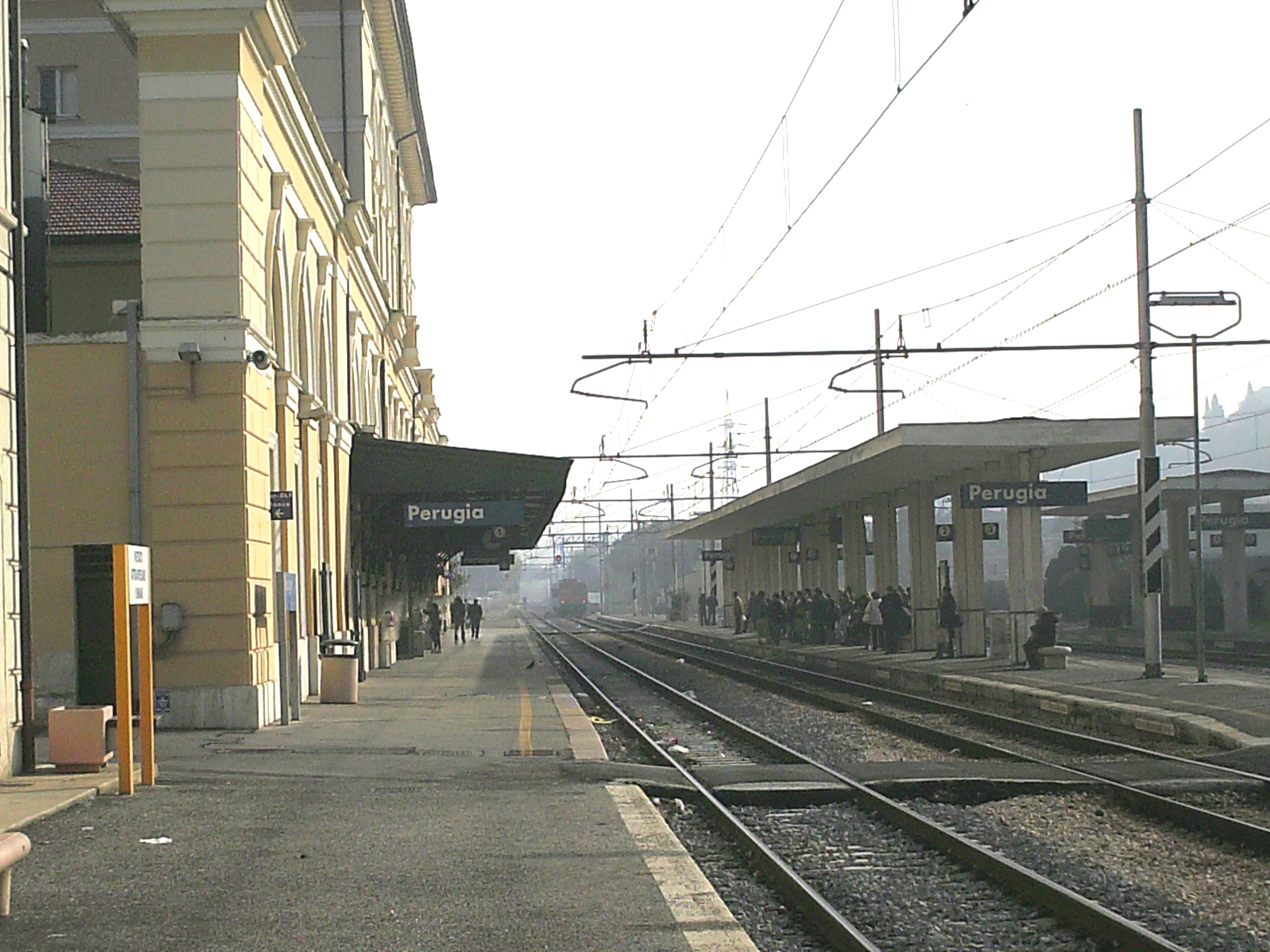
Il piazzale binari visto dalla banchina del binario 1

## Movimento
Il servizio viaggiatori è prevalentemente di tipo regionale, con servizi svolti da Busitalia e Trenitalia nell'ambito del contratto di servizio stipulato con la Regione Umbria. Sono altresì presenti alcuni servizi a lunga percorrenza svolti anch'essi da Trenitalia.

## Servizi
La stazione è classificata da RFI nella categoria "Gold"; inoltre offre i seguenti servizi:
- Biglietteria a sportello
- Biglietteria automatica
- Sala d'attesa
- Servizi igienici
- Bar

## Interscambi
Nei dintorni della stazione trovano posto un'autostazione e la fermata del Minimetrò di Perugia, raggiungibile tramite un percorso pedonale di circa 100 m.
Fra il 1899 e il 1943 di fronte alla stazione era presente il capolinea della tranvia di Perugia, sostituito da quello della rete filoviaria a sua volta soppressa nel 1975.
- Fermata metropolitana
- Fermata autobus
- Stazione taxi